# Émile Jaques-Dalcroze
Emile Jacques Dalcroze (Viena, 6 de julho de 1865 - Genebra, 1 de julho de 1950) foi o criador de um sistema de ensino de música baseado no movimento corporal expressivo, que se tornou mundialmente difundido a partir da década de 1930. Por sua pedagogia musical, Dalcroze é comumente reconhecido no Ocidente se torna o precursor dos chamados métodos ativos na área da educação musical, influenciando toda uma geração situada primordialmente na primeira metade do século XX. Nasceu na Áustria, mas se mudou para Genebra, na Suíça aos seis anos, onde veio a falecer.

## Biografia

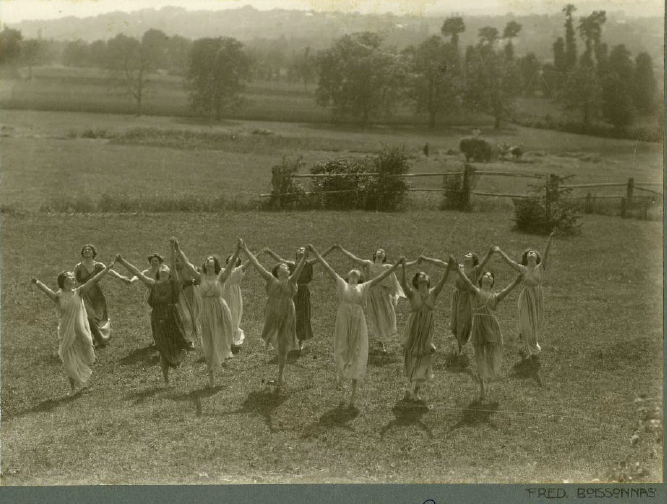
Alunos de Jacques-Dalcroze em La Grand-Saconnex em 1909

Filho de pais suíços, Émile Henri Jaques nasceu em Viena no ano de 1865, tendo desfrutado da efervescência do cenário musical vienense do Século XIX por 10 anos, até o retorno da família para a Suíça. Aos 6 anos, iniciou seus estudos de piano e suas primeiras composições. Na Suíça, Dalcroze frequentou o Conservatório de Música de Genebra, instituição na qual se diplomou aos 18 anos e onde lecionaria mais tarde, aos 27 anos. Antes disso, deixou o país para viver em Paris onde teve aulas de composição com Vincent d'Indy e Gabriel Fauré, entre outros. Foi em Paris que o interesse de Dalcroze pelo teatro se fortalece em parte pelas aulas de declamação e dicção. Em 1886, trabalha como pianista em uma estação de banhos em Saint-Gervais, trabalho que o aborrece pela indiferença dos hóspedes à música executada, mas lhe permite o contato com´Léo Delibes que o parabeniza pelas improvisações que realizava ao piano. O trabalho na estação de banhos não dura muito e Dalcroze embarca para a Argélia a convite de Ernst Adler para dirigir com ele a orquestra de um Vaudeville. Já havendo em Paris outro Jaques compositor, adota o nome artístico pelo qual será conhecido, fruto da alteração do sobrenome de Raymond Valcroze, um colega francês do tempo do colégio. Na Argélia, Dalcroze entra em contato com os ritmos árabes e é convidado a dirigir o Conservatório de Argel, convite recusado para dar continuidade a seus estudos em Viena. Chega em 1887 para uma jornada de estudos de dois anos na Academia de Música de Viena. O período que esteve estudando em Viena parece ser importante para a criação do método de ensino pois, já na etapa final de sua formação, percebe um declínio de suas faculdades sensíveis. Percebia que a escuta de uma obra sinfônica, que alguns anos atrás o arrebatava por completo, agora se via limitada, pelas exigências aritméticas dos professores, a uma experiência fria de análise das estruturas harmônicas.
Após o período em Viena, Dalcroze passa três anos de estudando em Paris com Mattis Lussy, cuja concepção acerca do ritmo na educação musical influenciará a construção da sua pedagogia.
Dalcroze, volta ao Conservatório de Genebra  em 1892, dessa vez como professor. Primeiramente, dividiu-se entre as aulas de História da música no conservatório e aulas particulares. Depois assume também os cursos de Harmonia e Solfejo Superior. Incomodava-o perceber que, na sua visão, o conservatório formava ótimos executantes que não eram "músicos completos". Entre os elementos que levavam a essa deficiência, Dalcroze identificou a tradição do ensino de harmonia que orientava a recusa dos professores a permitir que os alunos usassem o piano para construir e escrever a sucessão de acordes que o leva a dedicar 10 anos para a criação e experimentação do método.

## Proposta pedagógica
A pedagogia criada por Dalcroze foi, inicialmente, conhecida como ginástica rítmica e, posteriormente Rítmica ou Euritimia.

## Livros escritos por Dalcroze
- Le Coeur Chante: impressions d’un musicien [1900]. Genève.
- La Rythmique I [1916]. Lausanne: Jobin & Cie.
- La Rythmique II [1917]. Lausanne: Jobin & Cie, 1917.
- Souvenir, Notes et Critiques [1942]. Neuchâtel: Attinger.
- La Musique et Nous: notes sur notre double vie [1945]. Genève: Perret-Gentil.
- Notes Bariolées [1948]. Genève/Paris: Jeheber.
- Le Rythme, la Musique et L’Éducation [1965]. Lausanne: Editions Foetisch (edição original de 1920).